# Дасаєво
Даса́єво (рос. Дасаево, ерз. Дасаево) — присілок у складі Темниковського району Мордовії, Росія. Входить до складу Аксьольського сільського поселення.
Населення — 53 особи (2010; 63 у 2002).
Національний склад (станом на 2002 рік):
- росіяни — 73 %